# مخبأ
مخبأ (بالإنجليزية: Safe House)‏ هو فيلم إثارة أمريكي من إخراج دانيال إسبينوزا، بطولة دنزل واشنطن ورايان رينولدز. تم إصداره في 10 فيفري 2012 في شمال أمريكا من قبل الشركة يونيفرسل ستوديوز. وقع تصوير أحداث الفيلم في مدينة كيب تاون في جنوب أفريقيا.

## طاقم التمثيل
- دنزل واشنطن
- رايان رينولدز
- فيرا فارميغا
- برندان غليسون
- سام شيبارد
- روبرت باتريك

## القصة
دينزيل من أخطر عملاء الــ CIA ينشق عنهم ويهرب من الحكومة الأمريكية وفجأة يسلم نفسه للقنصلية الأمريكية ويصطحبوه للمنزل الآمن بجنوب أفريقيا والمسئول عنه «ريان» و يحدث هجوم على البيت الآمن ويضطر ريان بالتعاون مع دينزيل للهروب وكذلك معرفة من الذي يهاجمهم للنيل من دينزيل.

## روابط خارجية
- مخبأ على موقع IMDb (الإنجليزية)
- مخبأ على موقع ميتاكريتيك (الإنجليزية)
- مخبأ على موقع روتن توميتوز (الإنجليزية)
- مخبأ على موقع نتفليكس (الإنجليزية)
- مخبأ على موقع قاعدة بيانات الأفلام العربية
- مخبأ على موقع ألو سيني (الفرنسية)
- مخبأ على موقع Turner Classic Movies (الإنجليزية)
- مخبأ على موقع أول موفي (الإنجليزية)
- مخبأ على موقع بوكس أوفيس موجو (الإنجليزية)
- مخبأ على موقع فيلمافينيتي (الإسبانية)